# ريتشارد ن. فوستر
ريتشارد ن. فوستر (بالإنجليزية: Richard N. Foster)‏ هو شخصية أعمال أمريكي، ولد في 1941.